# Nielsen Holdings
A Nielsen Holdings Inc. é uma empresa global de informação, dados e medição  germânico-americana com sede em Nova Iorque, nos Estados Unidos. A empresa oferece uma variedade de informações em pesquisas de mercado, usando metodologias próprias.
No Brasil, a empresa age junto com o IBOPE formando o IBOPE Nielsen Online, para medição de estatísticas sobre a internet no país.
A Nielsen está presente em mais de 100 países, com mais de 15 mil funcionários em todo o mundo. Seu faturamento em 2016 foi de US$ 3,5 bilhões.
A Nielsen é uma empresa global e independente de medição e dados para bens de consumo rápidos, comportamento do consumidor e mídia. Com presença em mais de 100 países e serviços que cobrem mais de 90% do PIB e da população mundial, a Nielsen fornece aos clientes dados sobre o que os consumidores assistem (programação, publicidade) e o que compram (categorias, marcas, produtos) em um mercado global. e local e como essas escolhas se cruzam.
As operações da empresa abrangem mercados em desenvolvimento e emergentes em todo o mundo, em mais de 100 países. De acordo com os registros da SEC, em 26 de fevereiro de 2015, a Nielsen N.V. anunciou que seu conselho de administração aprovou por unanimidade uma proposta que resultou na mudança do domicílio legal da empresa, da Holanda para o Reino Unido. Após a aprovação, a empresa foi constituída de acordo com a lei inglesa e registrada como uma sociedade anônima com o nome de Nielsen Holdings PLC.